# Championnat de France féminin de handball 2023-2024
Navigation
2022-2023 2024-2025
La saison 2023-2024 de Ligue Butagaz Énergie est la soixante-treizième édition du Championnat de France féminin de handball et la cinquième sous la dénomination de « Ligue Butagaz Énergie ». Il s'agit du premier niveau du handball féminin français.
Cette compétition oppose les quatorze meilleures équipes françaises professionnelles. Metz Handball est le tenant du titre. Cette saison marque le retour dans l'élite de la Stella Saint-Maur, champion de France 1971, tandis que le Strasbourg Achenheim Truchtersheim Handball découvre la première division.

## Formule de la compétition
| \| Issy/Paris Metz Toulon Besançon St-Amand Nantes Dijon Nice Brest Chambray St-Maur SATH Plan-de-Cuques Mérignac \| Localisation des clubs engagés dans le championnat. · En rouge, le champion. |
| Issy/Paris Metz Toulon Besançon St-Amand Nantes Dijon Nice Brest Chambray St-Maur SATH Plan-de-Cuques Mérignac                                                                                    |

Quatorze clubs prennent part à la saison 2023-2024 de Ligue Butagaz Énergie : les treize premiers clubs de la saison 2022-2023, ainsi que le club VAP le mieux classé à l’issue du championnat de deuxième division 2022-2023, promu. Dans un premier temps, seuls onze clubs sont maintenus puisqu'au forfait général de Bourg-de-Péage Drôme Handball s'ajoutent les rétrogradations administratives du Mérignac Handball et du Handball Club Celles-sur-Belle. Le Strasbourg Achenheim Truchtersheim Handball, deuxième de deuxième division, accompagne donc la Stella Saint-Maur Handball. Finalement, Mérignac est repêché alors que la compétition a débuté.
Comme depuis la saison précédente, le championnat consiste en une seule phase organisée sous forme de matches aller-retour entre les clubs participants. Le club terminant premier du classement à l'issue des vingt-six journées de championnat est déclaré champion de France et est automatiquement qualifié pour la Ligue des champions 2024-2025. Les équipes classées deuxième, troisième et quatrième sont qualifiées pour la Ligue européenne 2024-2025, deuxième échelon continental. Le club classé dernier est relégué en deuxième division.

### Calendrier
Les principales dates du calendrier sont, :
- Mercredi 30 août 2023 : 1re journée de Ligue Butagaz Énergie (LBE)
- Week-end des 9 et 10 septembre 2023 : 1er tour de la Ligue des champions
- Week-end des 23 et 24 septembre 2023 : 1er tour de la Coupe de France et de la 1er tour de la Ligue européenne
- Mercredi 15 novembre 2023 : 11e journée de LBE (dernière journée avant la grande trêve internationale pour le Mondial 2023)
- Mer. 29 novembre au dim. 17 décembre 2023 : Mondial 2023 au Danemark, en Norvège et en Suède.
- Mercredi 10 janvier 2024 : reprise de LBE (12e journée)
- Week-end des 11 et 12 mai 2024 : Final 4 de la Ligue européenne
- Samedi 18 mai : finale de la Coupe de France
- Samedi 25 mai 2024 : 26e et dernière journée de Ligue Butagaz Énergie
- Week-end des 1er et 2 juin 2024 : Final 4 de la Ligue des champions

Parallèlement au championnat est disputée la Coupe de France.
Cette saison est marquée par les Jeux olympiques de Paris à compter du 25 juillet, ce qui a conduit la Ligue féminine de handball à clore la saison plus tôt qu'à l'accoutumée.

## Clubs participants
Le 27 juillet 2023, la commission d’appel de la DNCG annonce la rétrogradation du Handball Club Celles-sur-Belle dont fait appel le club cellois. Le 23 août 2023, le Handball Club Celles-sur-Belle se voit confirmer sa relégation en Division 2. Dans un premier temps, le Mérignac Handball n'est pas repéché en Ligue Butagaz Energie et la Ligue Butagaz Energie a commencé à 13 équipes. Finalement, le Mérignac Handball est repêché alors que le championnat avait déjà commencé.
Légende des couleurs
- Participant à la Ligue des champions
- Participant à la Ligue européenne
- Repêché
- Promu de Division 2

| Club                                        | En D1 depuis | 2022-2023 | Entraîneur          | Depuis  | Salle                                                          | Capacité théorique | Source |
| ------------------------------------------- | ------------ | --------- | ------------------- | ------- | -------------------------------------------------------------- | ------------------ | ------ |
| Metz Handball                               | 1987         | 1er       | Emmanuel Mayonnade  | 2016    | Palais omnisports Les Arènes                                   | 4 487              | [ 7 ]  |
| Brest Bretagne Handball                     | 2016         | 2e        | Pablo Morel         | 2021    | Brest Arena                                                    | 4 200              | [ 8 ]  |
| Neptunes de Nantes                          | 2013         | 3e        | Helle Thomsen       | 02/2023 | Complexe sportif Mangin-Beaulieu                               | 2 500              | [ 9 ]  |
| Chambray Touraine Handball                  | 2016         | 4e        | Mathieu Lanfranchi  | 2022    | Gymnase de la Fontaine Blanche Complexe sportif Guy-Drut       | 1 200 1 400        | [ 10 ] |
| Jeanne d'Arc Dijon Handball                 | 2014         | 5e        | Christophe Mazel    | 2019    | Palais des sports Jean-Michel-Geoffroy                         | 3 300              | [ 11 ] |
| Entente sportive Besançon féminin           | 2015         | 6e        | Sébastien Mizoule   | 2021    | Palais des sports Ghani-Yalouz                                 | 3 380              | [ 12 ] |
| Paris 92                                    | 2010         | 7e        | Yacine Messaoudi    | 2019    | Palais des sports Robert-Charpentier Stade Pierre-de-Coubertin | 1 800 4 000        | [ 13 ] |
| OGC Nice Côte d'Azur Handball               | 2012         | 8e        | Clément Alcacer     | 2022    | Halle des sports Charles-Ehrmann                               | 1 450              | [ 14 ] |
| Handball Plan-de-Cuques                     | 2020         | 9e        | Angélique Spincer   | 2020    | Complexe sportif des Ambrosis                                  | 500                | [ 15 ] |
| Saint-Amand Handball                        | 2022         | 11e       | Edina Szabó (hu)    | 2023    | Salle Maurice-Hugot                                            | 1 114              | [ 16 ] |
| Toulon Métropole Var Handball               | 2008         | 12e       | Joël da Silva       | 2023    | Palais des sports Jauréguiberry                                | 4 400              | [ 17 ] |
| Mérignac Handball                           | 2019         | 13e       | Christophe Chagnard | 09/2020 | Salle Pierre-de-Coubertin                                      | 500                | [ 18 ] |
| Stella Saint-Maur Handball                  | 2023         | 1er (D2)  | Rémi Samson         | 2020    | Centre sportif Pierre-Brossolette                              | 1 400              | [ 19 ] |
| Strasbourg Achenheim Truchtersheim Handball | 2023         | 2e (D2)   | Jan Bašný           | 2021    | Centre sportif du Kochersberg Gymnase de la Rotonde            | 700 1 300          | [ 20 ] |

### Détails

#### Capitaines
| Club                                  | Abréviation | Surnom           | Capitaine             |
| ------------------------------------- | ----------- | ---------------- | --------------------- |
| Strasbourg Achenheim Truchtersheim HB | SATH        | Les Piraths      | Dalila Abdesselam     |
| Entente sportive Besançon féminin     | ESBF        | Les Engagées     | Pauline Robert        |
| Brest Bretagne Handball               | BBH         | Les Rebelles     | Jenny Carlson         |
| Chambray Touraine Handball            | CTHB        | Les Conquérantes | Jovana Stoiljković    |
| Jeanne d'Arc Dijon Handball           | JDA Dijon   | La JDA           | Sarah Valero Jodar    |
| Mérignac Handball                     | MHB         | Les Foudroyantes | Julie Dazet           |
| Metz Handball                         | MHB         | Les Dragonnes    | Chloé Valentini       |
| Neptunes de Nantes                    |             | Les Neptunes     | Tamara Horacek        |
| OGC Nice Côte d'Azur Handball         | OGCN        | Les Aiglonnes    | Ehsan Abdelmalek      |
| Paris 92                              |             | Les Lionnes      | Méline Nocandy        |
| Handball Plan-de-Cuques               | HBPC        | Les Guerrières   | Aurélie Goubel        |
| Toulon Métropole Var Handball         | TMV         | Les ReBelles     | Manon Loquay          |
| Saint-Amand Handball                  | SAH         | Les Louves       | Romane Frécon-Demouge |
| Stella Saint-Maur Handball            | La Stella   | Les Etoiles      | Pauline Plotton       |

#### Équipementiers
| Équipementier  | Équipe             | Période                       | Source |
| -------------- | ------------------ | ----------------------------- | ------ |
| Craft          | Brest Bretagne HB  | 2020/07 – 2027/06             | ,      |
| Craft          | Mérignac Handball  | 2019/08 – 2027/06             | [ 23 ] |
| Craft          | Neptunes de Nantes | 2020/07 – 2024/06             | [ 24 ] |
| Erima          | SATH               | 2015/07 –                     | [ 25 ] |
| Erreà          | JDA Dijon          | 2018/07 –                     |        |
| Hummel         | OGC Nice CA        | 2020/09 (2021/08 off.) – 2023 | ,      |
| Hummel         | Toulon MV HB       | 2021/07 – 2024                | ,      |
| Kappa          | Chambray Touraine  | 2010/09 –                     | [ 31 ] |
| Kempa          | Metz Handball      | 2011/07 – 2027                | [ 32 ] |
| Kempa          | St-Amand HB        | 2016/09 –                     |        |
| Le Coq sportif | ESBF               | 2021/07 – 2024                | [ 33 ] |
| Le Coq sportif | Paris 92           | 2020/06 – 2024                | ,      |
| Puma           | Plan-de-Cuques     | 2022/07 – 2025                | [ 36 ] |
| Puma           | Stella Saint-Maur  | 2021/06 –                     | [ 37 ] |

## Classement
mise à jour: 27 mai 2024
|    | Équipe                                        | Pts | J  | G  | N | P  | Bp  | Bc  | Diff |
| -- | --------------------------------------------- | --- | -- | -- | - | -- | --- | --- | ---- |
| 1  | Metz Handball T C                             | 76  | 26 | 25 | 0 | 1  | 937 | 588 | 349  |
| 2  | Brest Bretagne Handball                       | 75  | 26 | 24 | 1 | 1  | 822 | 631 | 191  |
| 3  | Neptunes de Nantes                            | 64  | 26 | 19 | 0 | 7  | 843 | 673 | 170  |
| 4  | Paris 92                                      | 62  | 26 | 18 | 0 | 8  | 778 | 723 | 55   |
| 5  | JDA Dijon                                     | 56  | 26 | 13 | 4 | 9  | 753 | 754 | -1   |
| 6  | Chambray Touraine Handball                    | 56  | 26 | 14 | 2 | 10 | 700 | 691 | 9    |
| 7  | Handball Plan-de-Cuques                       | 53  | 26 | 13 | 1 | 12 | 715 | 721 | -6   |
| 8  | ES Besançon                                   | 53  | 26 | 12 | 3 | 11 | 732 | 699 | 33   |
| 9  | OGC Nice CA HB                                | 44  | 26 | 8  | 2 | 16 | 727 | 808 | -81  |
| 10 | Mérignac Handball                             | 40  | 26 | 6  | 2 | 18 | 698 | 828 | -130 |
| 11 | Strasbourg Achenheim Truchtersheim Handball P | 39  | 26 | 6  | 1 | 19 | 638 | 810 | -172 |
| 12 | Saint-Amand Handball                          | 38  | 26 | 6  | 0 | 20 | 699 | 796 | -97  |
| 13 | Toulon MVHB                                   | 37  | 26 | 5  | 1 | 20 | 682 | 830 | -148 |
| 14 | Stella Saint-Maur Handball P                  | 35  | 26 | 4  | 1 | 21 | 613 | 785 | -172 |

Légende
- Champion et qualifié en Ligue des champions
- Qualifié en Ligue des champions
- Qualifié en Ligue européenne
- Relégué en Division 2
- Repêché en LBE
- Relégué administrativement en D2 (voir infra)
- T : tenant du titre 2023
- P : promu de D2 en début de saison
- C : vainqueur de la Coupe de France

Sources
- ligue-feminine-handball.fr
- handnews.fr
- handzone.net

## Résultats
Mise à jour le 27 mai 2024
| Résultats (dom.\ext.)                                      | Bes.  | Bre.  | Cha.  | Dij.  | Mér.  | Metz  | Nan.  | Nice  | Par.  | PdC   | St-A  | St-M. | SATH  | Tou.  |
| ES Besançon                                                |       | 21-28 | 23-25 | 25-25 | 30-28 | 27-31 | 21-25 | 41-28 | 28-22 | 29-27 | 29-24 | 37-31 | 32-25 | 36-27 |
| Brest Bretagne Handball                                    | 27-27 |       | 25-20 | 37-30 | 37-30 | 19-24 | 33-28 | 33-27 | 26-24 | 28-24 | 34-22 | 35-23 | 39-15 | 31-23 |
| Chambray Touraine Handball                                 | 27-26 | 28-33 |       | 28-27 | 32-24 | 22-36 | 24-23 | 27-25 | 24-26 | 22-23 | 30-24 | 29-22 | 28-20 | 36-24 |
| JDA Dijon                                                  | 29-29 | 24-32 | 29-22 |       | 31-31 | 31-34 | 22-36 | 31-31 | 35-31 | 25-33 | 33-29 | 36-19 | 36-29 | 32-29 |
| Mérignac Handball                                          | 26-24 | 24-39 | 30-33 | 25-29 |       | 22-44 | 21-37 | 33-29 | 21-37 | 26-36 | 30-33 | 28-29 | 27-36 | 33-30 |
| Metz Handball T                                            | 28-22 | 22-23 | 37-25 | 42-20 | 42-23 |       | 33-31 | 36-22 | 39-24 | 36-22 | 40-26 | 43-19 | 46-18 | 43-20 |
| Neptunes de Nantes                                         | 25-23 | 23-27 | 31-25 | 32-27 | 32-21 | 25-34 |       | 36-27 | 30-32 | 38-24 | 39-28 | 38-20 | 36-20 | 45-31 |
| OGC Nice CA HB                                             | 30-35 | 26-34 | 26-29 | 28-31 | 34-34 | 19-37 | 25-29 |       | 29-32 | 29-21 | 36-27 | 29-26 | 28-22 | 25-34 |
| Paris 92                                                   | 30-29 | 31-33 | 31-25 | 35-26 | 33-18 | 25-40 | 26-27 | 31-23 |       | 29-26 | 27-26 | 35-26 | 39-21 | 33-29 |
| Handball Plan-de-Cuques                                    | 30-27 | 25-32 | 27-27 | 22-28 | 28-27 | 17-38 | 33-26 | 35-26 | 25-31 |       | 29-25 | 25-21 | 30-19 | 36-24 |
| Saint-Amand Handball                                       | 27-28 | 28-38 | 31-30 | 27-28 | 27-24 | 24-35 | 29-34 | 30-36 | 24-27 | 27-26 |       | 25-27 | 27-28 | 33-25 |
| Stella Saint-Maur Handball P                               | 26-25 | 22-32 | 19-19 | 22-24 | 23-29 | 19-37 | 16-33 | 28-29 | 28-32 | 23-28 | 23-24 |       | 24-28 | 27-26 |
| SATH P                                                     | 23-30 | 20-31 | 20-28 | 24-34 | 24-23 | 24-34 | 34-41 | 28-31 | 30-33 | 25-31 | 27-25 | 27-25 |       | 26-26 |
| Toulon MVHB                                                | 25-28 | 20-36 | 29-35 | 22-30 | 27-28 | 19-26 | 17-43 | 28-29 | 23-30 | 33-32 | 33-27 | 32-25 | 26-25 |       |
| - Victoire à domicile - Match nul - Victoire à l'extérieur |       |       |       |       |       |       |       |       |       |       |       |       |       |       |

## Statistiques et récompenses

### Classement des buteuses
Mise à jour le 31 mai 2024
| Rang | Joueuse                  | Club                       | Buts | Tirs | %       | dont pénalty | MJ | Moy. |
| ---- | ------------------------ | -------------------------- | ---- | ---- | ------- | ------------ | -- | ---- |
| 1    | Nele Antonissen          | Mérignac Handball          | 188  | 272  | 69,11 % | 79           | 26 | 7,23 |
| 2    | Chloé Valentini          | Metz Handball              | 171  | 226  | 75,66 % | 0            | 27 | 6,33 |
| 3    | Sarah Bouktit            | Metz Handball              | 168  | 213  | 78,87 % | 17           | 26 | 6,46 |
| 4    | Mathilde Plotton         | Stella Saint-Maur Handball | 158  | 295  | 53,55 % | 67           | 26 | 6,07 |
| 5    | Kristina Jørgensen       | Metz Handball              | 149  | 227  | 65,63 % | 51           | 26 | 5,73 |
| 6    | Stelvia de Jesus Pascoal | Saint-Amand Handball       | 139  | 270  | 51,48 % | 6            | 27 | 5,14 |
| 7    | Daphné Gautschi          | Handball Plan-de-Cuques    | 135  | 269  | 50,18 % | 7            | 27 | 5    |
| 8    | Sabrina Zazaï            | ES Besançon                | 132  | 199  | 66,33 % | 49           | 27 | 4,88 |
| 9    | Clarisse Mairot          | ES Besançon                | 131  | 207  | 63,28 % | 34           | 27 | 4,85 |
| 10   | Valeriia Maslova         | Brest Bretagne Handball    | 127  | 216  | 58,79 % | 1            | 24 | 5,29 |

### Classement des gardiennes
Mise à jour le 31 mai 2024
| Rang | Joueuse            | Club                                        | Arrêts | Tirs | %       | MJ | Moy.  |
| ---- | ------------------ | ------------------------------------------- | ------ | ---- | ------- | -- | ----- |
| 1    | Mélanie Halter     | Saint-Amand Handball                        | 274    | 871  | 31,45 % | 27 | 10,14 |
| 2    | Camille Depuiset   | Metz Handball                               | 252    | 594  | 42,25 % | 23 | 10,91 |
| 3    | Léna Le Borgne     | Mérignac Handball                           | 244    | 861  | 28,33 % | 26 | 9,38  |
| 4    | Agathe Quiniou     | Chambray Touraine Handball                  | 231    | 776  | 29,76 % | 26 | 8,88  |
| 5    | Léa Fargues        | Strasbourg Achenheim Truchtersheim Handball | 199    | 758  | 26,25 % | 26 | 7,65  |
| 6    | Andréa Novellan    | Handball Plan-de-Cuques                     | 189    | 555  | 34,05 % | 27 | 7     |
| 7    | Tonje Haug Lerstad | ES Besançon féminin                         | 188    | 629  | 29,88 % | 27 | 6,96  |
| 8    | Julie Foggea       | Brest Bretagne Handball                     | 181    | 469  | 38,59 % | 22 | 8,22  |
| 9    | Jessica Ryde       | Neptunes de Nantes                          | 177    | 506  | 34,98 % | 24 | 7,37  |
| 10   | Floriane André     | Neptunes de Nantes                          | 173    | 502  | 34,46 % | 26 | 6,65  |

### Statistiques et faits marquants
- Meilleure attaque : 937 buts marqués (36,04 buts/match) pour le Metz Handball
- Meilleure défense : 588 buts encaissés (22,62 buts/match) pour le Metz Handball
- Plus grand nombre de buts pendant une journée : 425 buts lors de la 25e journée
- Plus petit nombre de buts dans une rencontre : 38 buts lors du match de la 17e journée entre le Stella Saint-Maur Handball et le Chambray Touraine Handball (19-19)
- Plus grand nombre de buts dans une rencontre : 76 buts lors du match de la 14e journée entre les Neptunes de Nantes et le Toulon MVHB (45-31)
- Plus large victoire à domicile : 28 buts d'écart lors du match de la 8e journée entre le Metz Handball et le Strasbourg Achenheim Truchtersheim Handball (46-18)
- Plus large victoire à l'extérieur : 22 buts d'écart lors du match de la 16e journée entre le Mérignac Handball et le Metz Handball (17-38)
- Plus grand nombre de buts dans une rencontre pour une joueuse : 14 buts pour  Nele Antonissen (Mérignac Handball) lors de ES Besançon-Mérignac Handball (34-34) le 22 mai 2024 (25e journée)
- Plus grande série sur la saison :
  - de victoires : 22 matches pour le Brest Bretagne Handball du 30 août 2023 (1re journée) au 8 mai 2024 (23e journée).
  - de défaites : 13 matches pour le Stella Saint-Maur Handball du 8 septembre 2023 (3e journée) au 14 février 2024 (16e journée).
  - de matchs sans défaite : 22 matches pour le Brest Bretagne Handball du 30 août 2023 (1re journée) au 8 mai 2024 (23e journée).
  - de matchs sans victoire : 13 matches pour le Stella Saint-Maur Handball du 8 septembre 2023 (3e journée) au 14 février 2024 (16e journée).
- Plus grande série (dont hors saison 2023/2024) :
  - de victoires : 37 matches pour le Metz Handball du 29 mai 2022 (Finale 2021/2022) au 17 janvier 2024 (13e journée).
  - de matchs sans défaites : 37 matches pour le Metz Handball du 29 mai 2022 (Finale 2021/2022) au 17 janvier 2024 (13e journée).

## Récompenses individuelles et distinctions

### 7 Majeur de la semaine
Après chaque journée de championnat, l'Association des joueurs professionnels de handball (AJPH) désigne le 7 majeur de la semaine en association avec Les Sportives Magazine :
- Joueuse la plus représentée : Sarah Bouktit (Metz Handball) - 11 fois
- Club le plus représentée : Metz Handball - 33 fois

### Joueuse du mois
| Joueuse du mois |                                                    |                                                   |                                                        |
| Mois            | Joueuse                                            | Autres nommées                                    | Autres nommées                                         |
| Septembre       | Sarah Bouktit (35,73 %, Metz Handball)             | Camille Depuiset (33,52 %, Metz Handball)         | Manon Gravelle (30,75 %, JDA Dijon Handball)           |
| Octobre         | Valeriia Maslova (42 %, Brest Bretagne Handball)   | Clarisse Mairot (35,3 %, ES Besançon)             | Tamara Horacek (27,7 %, Neptunes de Nantes)            |
| Novembre        | Lylou Borg (49,58 %, Mérignac Handball)            | Chloé Valentini (41,81 %, Metz Handball)          | Tamara Horacek (8,61 %, Neptunes de Nantes)            |
| Décembre        | non décerné du fait du Championnat du monde 2023.  | non décerné du fait du Championnat du monde 2023. | non décerné du fait du Championnat du monde 2023.      |
| Janvier         | Nele Antonissen (43 %, Mérignac Handball)          | Julie Foggea (37 %, Brest Bretagne Handball)      | Pauletta Foppa (20 %, Brest Bretagne Handball)         |
| Février         | Alicia Toublanc (41,70 %, Brest Bretagne Handball) | Sarah Bouktit (29,50 %, Metz Handball)            | Mathilde Plotton (28,80 %, Stella Saint-Maur Handball) |
| Mars            | Sarah Bouktit (43 %, Metz Handball)                | Daphne Gautschi (33 %, HB Plan-de-Cuques)         | Oriane Ondono (24 %, Neptunes de Nantes)               |
| Avril           | Constance Mauny (44 %, Brest Bretagne Handball)    | Romane Kromoska (36 %, HB Plan-de-Cuques)         | Marie Prouvensier (12 %, Paris 92)                     |
| Mai             | Camille Depuiset (44 %, Metz Handball)             | Nele Antonissen (38 %, Mérignac Handball)         | Ilona Di Rocco (18 %, JDA Dijon)                       |

Source: Septembre, Octobre, Février, Mars, Avril, Mai

### Distinctions individuelles
Les trois ou cinq (pour le trophée de la meilleure joueuse) nommé.es par poste ont été choisis par un comité d'experts composé de membres de la Ligue féminine de handball, 7Master, AJPH, UCPHF, DTN et journalistes, sur une base de cinq joueuses et entraineurs désignés préalablement par l'AJPH. Le grand public et les « familles » (capitaines, entraîneurs et présidents des clubs) ont pu voter du 2 au 9 mai sur le site internet de la LFH.
Les résultats ont été dévoilés le 16 juillet 2024. Le Metz Handball remporte au total huit des douze Trophées LFH, suivi par Mérignac Handball avec deux Trophées LFH puis le Brest Bretagne Handball et l'ES Besançon féminin avec un Trophée LFH chacun :
- Meilleure joueuse : Chloé Valentini (Metz Handball)

- Meilleur entraîneur : Emmanuel Mayonnade (Metz Handball)
- Jeune révélation inspirante : Lylou Borg (Mérignac Handball)
- Meilleure buteuse : Nele Antonissen (Mérignac Handball)
- Meilleure défenseure : Pauletta Foppa (Brest Bretagne Handball)

- Meilleure gardienne de but : Hatadou Sako (Metz Handball)
- Meilleure ailière gauche : Chloé Valentini (Metz Handball)
- Meilleure arrière gauche : Clarisse Mairot, (ES Besançon féminin)
- Meilleure demi-centre :  Kristina Jørgensen (Metz Handball)
- Meilleure pivot : Sarah Bouktit (Metz Handball)
- Meilleure arrière droite : Louise Burgaard (Metz Handball)
- Meilleure ailière droite : Lucie Granier (Metz Handball)

### Meilleures buteuses
Les meilleures buteuses du championnat sont :
| Rang | Joueuse                  | Club                              | Buts | Tirs | %      | 7m    | MJ | Moy. |
| ---- | ------------------------ | --------------------------------- | ---- | ---- | ------ | ----- | -- | ---- |
| 1    | Nele Antonissen          | Handball Plan-de-Cuques           | 188  | 272  | 69,1 % | 79/88 | 26 | 7,2  |
| 2    | Chloé Valentini          | Metz Handball                     | 171  | 226  | 75,7 % | 0/0   | 27 | 6,3  |
| 3    | Sarah Bouktit            | Metz Handball                     | 168  | 213  | 78,9 % | 27/30 | 26 | 6,5  |
| 4    | Mathilde Plotton         | JDA Bourgogne Dijon Handball      | 158  | 295  | 53,6 % | 67/80 | 26 | 6,1  |
| 5    | Kristina Jørgensen       | Metz Handball                     | 149  | 227  | 65,6 % | 51/63 | 26 | 5,7  |
| 6    | Stelvia de Jesus Pascoal | Saint-Amand Handball              | 139  | 270  | 51,5 % | 6/8   | 27 | 5,1  |
| 7    | Daphne Gautschi          | Handball Plan-de-Cuques           | 135  | 269  | 50,2 % | 7/9   | 27 | 5    |
| 8    | Sabrina Zazaï-Özil       | Entente sportive Besançon féminin | 132  | 199  | 66,3 % | 49/61 | 27 | 4,9  |
| 9    | Clarisse Mairot          | Brest Bretagne Handball           | 131  | 207  | 63,3 % | 34/41 | 27 | 4,9  |
| 10   | Méline Nocandy           | Brest Bretagne Handball           | 127  | 178  | 71,3 % | 4/4   | 26 | 4,9  |
| 10   | Valeriia Maslova         | Brest Bretagne Handball           | 127  | 216  | 58,8 % | 1/4   | 24 | 5,3  |

### Meilleures gardiennes
Les meilleures gardiennes de but du championnat sont :
| Rang | Joueuse          | Club                               | Buts | Tirs | %      | 7m    | MJ | Moy. |
| ---- | ---------------- | ---------------------------------- | ---- | ---- | ------ | ----- | -- | ---- |
| 1    | Mélanie Halter   | Saint-Amand Handball               | 274  | 871  | 31,5 % | 8/3   | 27 | 10,1 |
| 2    | Camille Depuiset | Metz Handball                      | 251  | 594  | 42,3 % | 14/60 | 23 | 10,9 |
| 3    | Lena Le Borgne   | Mérignac Handball                  | 244  | 861  | 28,3 % | 13/70 | 26 | 9,4  |
| 4    | Agathe Quiniou   | Nantes Handball Féminin            | 231  | 776  | 29,8 % | 17/83 | 26 | 8,9  |
| 5    | Léa Fargues      | Strasbourg Achenheim Truchtersheim | 199  | 758  | 26,3 % | 8/59  | 26 | 7,7  |
| 6    | Andréa Novellan  | Handball Plan-de-Cuques            | 189  | 555  | 34,1 % | 11/52 | 27 | 7,0  |
| 7    | Tonje Lerstad    | Entente sportive Besançon féminin  | 188  | 629  | 29,9 % | 8/59  | 27 | 7,0  |
| 8    | Julie Foggea     | Brest Bretagne Handball            | 181  | 469  | 38,6 % | 15/52 | 22 | 8,2  |
| 9    | Jessica Ryde     | Nantes Handball Féminin            | 177  | 506  | 35,0 % | 14/52 | 24 | 7,4  |
| 10   | Floriane André   | Brest Bretagne Handball            | 173  | 502  | 34,5 % | 7/51  | 26 | 6,7  |

## Clubs engagés en Coupe d'Europe

### Ligue des champions
Deux clubs participent à la Ligue des champions : le Metz Handball en tant que premier représentant du championnat et le Brest Bretagne Handball.
La poule A est dominée par le Győri ETO KC et l'Odense Håndbold et c'est au coude à coude avec le CSM Bucarest, le Debreceni VSC et le SG BBM Bietigheim que le Brest Bretagne Handball parvient à arracher la troisième place, synonyme d'un barrage a priori plus facile. Dans la poule B, le Metz Handball est à la lutte avec deux clubs danois pour obtenir l'une des deux places directement qualificatives en quart de finale et termine finalement premier grâce à une meilleure différence de buts particulière face au Team Esbjerg et avec un point d'avance sur l'Ikast Håndbold.
Lors du match aller de son barrage, le Brest Bretagne Handball s'impose 30 à 28 en Hongrie face au Ferencváros TC mais s'incline au retour à domicile 26 à 31 et est éliminé.
En quarts de finale, le Metz Handball s'impose 27 à 24 en Roumanie face au CSM Bucarest mais contrairement à Brest ou à la saison précédente, les Messines ne ratent pas leur match retour à domicile et s'imposent nettement 29 à 23, synonyme de qualification pour le Final 4.
Le tirage au sort des demi-finales semble a premier abord favorable aux Messines qui héritent des Allemandes du SG BBM Bietigheim : celles-ci atteignent pour la première fois ce niveau et n'ont terminé qu'à la sixième place de leur poule. Dans un match serré, Metz est le plus souvent en tête jusqu'à la 36e minute (20-18) avant de voir leurs adversaires s'envoler en scorant un 9-2 dont ne se remettront jamais les Messines (29-36, score final). Le match pour la troisième place est plus anecdotique et voit Metz à nouveau s'incliner 33-37 face aux Danoises de la Team Esbjerg.

### Ligue européenne
Trois clubs participent à la Ligue européenne : les Neptunes de Nantes et le Chambray Touraine Handball entrent au deuxième tour, tandis que la JDA Bourgogne Dijon, retenu sur dossier, doit passer par le premier tour.
Les résultats sont conformes à la hiérarchie : la JDA Bourgogne Dijon est nettement éliminée 52 à 75 dès le premier tour par les Norvégiennes du Molde HK (en) qui sont elles-mêmes nettement battues par les Neptunes de Nantes sur le même total (75-52) au deuxième tour. Le Chambray Touraine Handball se qualifie également pour la phase de groupes après avoir éliminé les Tchèques du DHK Banik Most 60 à 47.
Malgré deux victoires face au ŽRK Lokomotiva Zagreb, le Chambray Touraine HB est dominé par le HC Dunărea Brăila et le Thüringer HC et est ainsi éliminé. Le parcours est compliqué pour les Neptunes de Nantes (3 victoires, 1 match nul et 2 défaites) mais le club termine deuxième derrière le Gloria Bistrița-Năsăud et se qualifie pour la phase finale.
En quarts de finale, les Nantaises s'imposent nettement face aux Norvégiennes du Sola HK (victoires 31 à 27 et 39 à 30) mais le troisième club norvégien rencontré, le Storhamar Håndball, parvient à s'imposer en toute fin de demi-finale (28-27) et les Neptunes de Nantes doivent se contenter de la petite finale qu'elle remporte aux jets de 7 mètres face aux Roumaines du HC Dunărea Brăila.

## Bilan de la saison
| Tableau d'honneur de la saison 2023-2024 |                          |                                          |
| Compétition                              | Vainqueurs               | Commentaire                              |
| Championnat de France                    | Metz Handball            | 26e titre                                |
| Coupe de France                          | Metz Handball            | 12e coupe                                |
| Bilan en coupes d'Europe 2023-2024       |                          |                                          |
| Compétition                              | Engagés                  | Commentaire                              |
| Ligue des champions                      | Metz Handball            | 4e                                       |
| Ligue des champions                      | Brest Bretagne Handball  | éliminé en Barrages (1/8e de finale)     |
| Ligue européenne                         | Neptunes de Nantes       | 3e                                       |
| Ligue européenne                         | Chambray Touraine HB     | Phase de groupe (3e poule B)             |
| Ligue européenne                         | JDA Bourgogne Dijon HB   | éliminé au 2e tour de qualifications     |
| Qualifications européennes 2023-2024     |                          |                                          |
| Compétition                              | Qualifiés                | Commentaire                              |
| Ligue des champions                      | Metz Handball            | Champion de France                       |
| Ligue des champions                      | Brest Bretagne Handball  | 2e du championnat                        |
| Ligue européenne                         | Neptunes de Nantes       | 3e du championnat                        |
| Ligue européenne                         | Paris 92                 | 4e du championnat                        |
| Ligue européenne                         | JDA Bourgogne Dijon HB   | 5e du championnat                        |
| Promotions et relégations                |                          |                                          |
| Relégué en Division 2                    | Neptunes de Nantes       | Dépôt de bilan                           |
| Promu de Division 2                      | Sambre Avesnois Handball | Champion de France de D2 et 1er club VAP |

Le 14 juin 2024, l'actionnaire majoritaire des Neptunes de Nantes se retire et met le club en vente. Le 31 juillet 2024, le club annonce le dépôt de bilan et jouera en Division 2. Malgré sa relégation sportive, la Stella Saint-Maur Handball est repêché en Ligue Butagaz Energie, tandis que le Nantes Handball Féminin, la nouvelle entité qui remplace l'ancien club nantais, est intégré au calendrier de Division 2.

## Retransmission télévisée
Cette saison de Ligue Butagaz Energie est de nouveau diffusée sur BeIn Sports, après l'avoir été de 2016 à 2019. La chaîne diffuse une rencontre par journée de championnat, commentée en direct par Xavier Hamel et Amélie Goudjo, en co-diffusion avec HandballTV. Cette dernière, 
plateforme internet OTT de la Fédération française de handball lancée le 30 août 2022, retransmet également une deuxième rencontre par journée. Elle propose par ailleurs le replay des matchs ainsi que des interviews, reportages et documentaires sur le championnat.
Des chaînes locales diffusent également des rencontres. Moselle TV diffuse des matchs à domicile du Metz Handball, avec une émission hebdomadaire nommée Dragonnes Mag' consacrée à l'actualité du club messin. Tébéo diffuse quant à lui des matchs à domicile du Brest Bretagne Handball.